# Agostino Bignardi
Agostino Bignardi (Bologna, 3 febbraio 1921 – Roma, 7 giugno 1983) è stato un politico italiano.

## Biografia
In gioventù fu compagno di classe del poeta Pier Paolo Pasolini al Liceo ginnasio statale Luigi Galvani di Bologna.
Esponente politico del Partito Liberale Italiano, fu eletto deputato per la prima volta nel 1958 e fu segretario della Camera dei deputati per due legislature. Nel luglio del 1972 divenne segretario nazionale del PLI. Nel 1976 Bignardi venne sostituito alla guida del PLI da Valerio Zanone e conclude anche il proprio mandato parlamentare, contestualmente diventa comunque presidente del partito, carica che manterrà fino al 1979.
Fu anche presidente dell'Unione Provinciale Agricoltori e Professore di Storia dell'agricoltura alla facoltà di Agraria dell'Università di Bologna. Pubblicò nel 1979 il volume Linee di storia dell'Italia rurale. Ricoprì la carica di vicepresidente del CNEL.
Morì all'età di 62 anni nel giugno 1983.